# Double Eleven
A Double Eleven Limited é uma desenvolvedora e editora britânica de videogames com sede em Middlesbrough no Reino Unido. Foi fundada pelos ex- desenvolvedores da Rockstar Games, Lee Hutchinson e Matt Shepcar, em junho de 2009.

## Prêmios
| Ano  | Instituição                 | prêmio                                                                                  | Resultado |
| ---- | --------------------------- | --------------------------------------------------------------------------------------- | --------- |
| 2012 | Gamescom Awards             | Best Mobile Game (for LittleBigPlanet PS Vita)                                          | Venceu    |
| 2012 | TIGA Games Industry Awards  | Debut Game (for LittleBigPlanet PS Vita)                                                | Indicado  |
| 2012 | TIGA Games Industry Awards  | Game of the Year (for LittleBigPlanet PS Vita)                                          | Venceu    |
| 2013 | BAFTA Games Awards          | Best Game: Mobile & Handheld                                                            | Indicado  |
| 2013 | Pocket Gamer Awards         | Overall Game of the Year                                                                | Indicado  |
| 2013 | Pocket Gamer Awards         | PS Vita Game of the Year                                                                | Venceu    |
| 2013 | Pocket Gamer Awards         | Most Innovative Game (for LittleBigPlanet PS Vita)                                      | Indicado  |
| 2013 | Pocket Gamer Awards         | Best Action/Arcade Game (for LittleBigPlanet PS Vita)                                   | Indicado  |
| 2014 | IGN Black Beta Select Award | Best Handheld\Mobile\Tablet Game (for Frozen Synapse Prime)                             | Indicado  |
| 2014 | Pocket Gamer Awards         | Best Publisher                                                                          | Indicado  |
| 2014 | Pocket Gamer Awards         | Best PlayStation Vita Game (for both Frozen Synapse Prime & PixelJunk Shooter Ultimate) | Indicado  |
| 2014 | Pocket Gamer Awards         | Best Casual/Puzzle Game (for PixelJunk Shooter Ultimate)                                | Indicado  |
| 2014 | Pocket Gamer Awards         | Best Strategy/Simulation Game (for Frozen Synapse Prime)                                | Indicado  |
| 2015 | ID@Xbox                     | Mega Sales Award (For Goat Simulator)                                                   | Venceu    |
| 2016 | PlayStation Awards          | Indie Special Award (For Goat Simulator)                                                | Venceu    |
| 2017 | TIGA Games Industry Awards  | Action And Adventure Game (for Super Cloudbuilt)                                        | Indicado  |
| 2017 | TIGA Games Industry Awards  | Role Playing Game (for Songbringer)                                                     | Indicado  |
| 2020 | Golden Joystick Awards      | Xbox Game of the Year (for Minecraft Dungeons)                                          | Indicado  |
| 2020 | Golden Joystick Awards      | Best Family Game (for Minecraft Dungeons)                                               | Indicado  |
| 2020 | The Game Awards             | Best Family (for Minecraft Dungeons)                                                    | Indicado  |

## Jogos
| Título do jogo                      | Data de lançamento | Plataforma(s) | Notas |
| ----------------------------------- | ------------------ | --- | --- |
| LittleBigPlanet                     | 2012               | PlayStation Vita | |
| Limbo                               | 2013               | PlayStation Vita | |
| PixelJunk Monsters Ultimate         | 2013               | PlayStation Vita, Microsoft Windows, Mac, Linux | |
| PixelJunk Shooter                   | 2013               | Microsoft Windows, Mac OS X, Linux | |
| PixelJunk Shooter Ultimate          | 2014               | PlayStation 4, PlayStation Vita | |
| Frozen Synapse Prime                | 2014               | Microsoft Windows, PlayStation Vita, PlayStation 3 | |
| Limbo (jogo eletrônico)Limbo        | 2014               | Xbox One, PlayStation 4 | |
| Nom Nom Galaxy                      | 2015               | PlayStation 4 | |
| Goat Simulator                      | 2015               | Xbox One, Xbox 360, PlayStation 4, PlayStation 3 | |
| Goat Simulator: MMOre GoatZ Edition | 2015               | Xbox One, Xbox 360 | |
| Frozen Synapse Prime                | 2015               | Android, iOS | |
| PixelJunk Shooter Ultimate          | 2015               | Microsoft Windows | |
| PixelJunk Monsters                  | 2016               | Wii U | |
| Prison Architect                    | 2016               | PlayStation 4, Xbox One, Xbox 360 | |
| Lego Harry Potter: Years 1-4        | 2016               | Microsoft Windows,Nintendo DS, PlayStation 3, PlayStation Portable, PlayStation 4, Xbox 360, Xbox One, iOS, MacOS, Android, Nintendo Wii, Nintendo Switch, | |
| Lego Harry Potter: Years 5-7        | 2016               | PlayStation 4 | |
| Super Cloudbuilt                    | 2017               | PlayStation 4, Xbox One, Microsoft Windows | |
| Songbringer                         | 2017               | PlayStation 4, Xbox One | |
| Songbringer                         | 2018               | Nintendo Switch, UWP | |
| Prison Architect                    | 2018               | Nintendo Switch | |
| Lego Harry Potter: Years 1–4        | 2018               | Nintendo Switch, Xbox One | |
| Lego Harry Potter: Years 5–7        | 2018               | Nintendo Switch, Xbox One | |
| Doctor Who Infinity                 | 2018               | Android, iOS | |
| Crackdown 3                         | 2019               | Microsoft Windows | |
| Prison Architect                    | 2019               | Microsoft Windows, MacOS, Linux, PlayStation 4, Xbox 360, Xbox One, iOS, Android, Nintendo Switch                                                          | A Double Eleven fez parceria com a Paradox Interactiveem 20 de junho de 2019 para assumir o desenvolvimento da Introversion Software |
| Minecraft Dungeons                  | 2020               | Nintendo Switch, PlayStation 4, Xbox One, Microsoft Windows                                                                                                | Desenvolvido junto com Mojang. |
| Songbringer                         | 2020               | iOS | |
| Rust                                | 2021               | PlayStation 4, Xbox One | Desenvolvido junto com Facepunch Studios                                                                                             |
| RimWorld                            | 2022               | PlayStation 4, Xbox One | Desenvolvido junto com Ludeon Studios                                                                                                |